# Красний Мост
Кра́сний Мост (рос. Красный Мост, марій. Красный Мост) — селище у складі Кілемарського району Марій Ел, Росія. Адміністративний центр Красномостівського сільського поселення.

## Населення
Населення — 260 осіб (2010; 287 у 2002).
Національний склад (станом на 2002 рік):
- росіяни — 76 %